# Degradazione (provvedimento)
La degradazione è un provvedimento disciplinare inflitto all'appartenente ad un ordine. Con la degradazione, il condannato viene espulso dall'ordine di appartenenza in via definitiva e perpetua.
Nel corso della storia, in varie nazioni sono stati soggetti al provvedimento di degradazione i nobili, gli appartenenti agli ordini cavallereschi, i magistrati, i membri del clero e i militari di ogni tipo e grado.

## Storia
Si ha notizia della degradazione sin dal tempo della repubblica e impero romano. I militari e i funzionari pubblici che avevano demeritato nei loro compiti potevano essere sottoposti a tre tipi di provvedimenti. In ordine di gravità crescente: la militiae mutatio, la gradus deiectio o la più grave, la ignominiosa missio.
La militiae mutatio era il trasferimento punitivo ad altro incarico, la gradus deiectio o regradatio consisteva nella perdita del grado e degli onori acquisiti durante la carriera e riportava, per esempio, un tribuno al grado di soldato semplice.
La ignominiosa missio, detta anche exauctoratio, era l'espulsione dall'esercito o la interruzione dell'incarico pubblico rivestito. Il provvedimento veniva celebrato con una cerimonia in cui il condannato veniva privato in pubblico dei segni che caratterizzavano il suo stato.
Lo scrittore romano Plutarco descrisse nella sua opera sulla vita di Cicerone che il pretore romano Lentulo, condannato alla ignominiosa missio nell'ambito delle proscrizioni dopo la congiura di Catilina, venne convocato in senato e in quella sede gli vennero tolti gli abiti color porpora che caratterizzavano il suo titolo e fatto uscire vestito con abiti neri.
La tradizione di infliggere la degradazione con un rituale pubblico di svestizione per sottolineare l'infamia, si perpetuò nel medioevo.
Nell'antica cavalleria, un cavaliere veniva degradato in forma pubblica. Sopra un palco appositamente eretto lo si spogliava delle armi, le quali venivano infrante e calpestate e il suo scudo era inchiodato rovesciato a un palo. Calato dal palco il condannato, coperto da un drappo mortuario, era trasportato in chiesa, dove si recitavano per lui le preghiere dei morti, quindi era cacciato ignominiosamente dalla chiesa. Gli ordinamenti militari, mutuando le tradizioni da quelle medievali, elaborarono nelle varie forze armate del mondo un cerimoniale in vigore fino al XX secolo, diverso in alcune varianti, ma comune nei gesti principali.
Alla cerimonia della degradazione militare assisteva un reparto armato di ogni corpo. La bandiera non interveniva mai, e non vi erano né musiche né fanfare. Un militare designato procedeva alla rimozione o distruzione dei simboli di status: venivano tolti al condannato le spalline, i bottoni, i simboli di grado e i distintivi. Le medaglie venivano piegate e buttate per terra insieme al copricapo. Al termine, al militare veniva tolta la giubba e se ufficiale, veniva spezzata la sciabola.

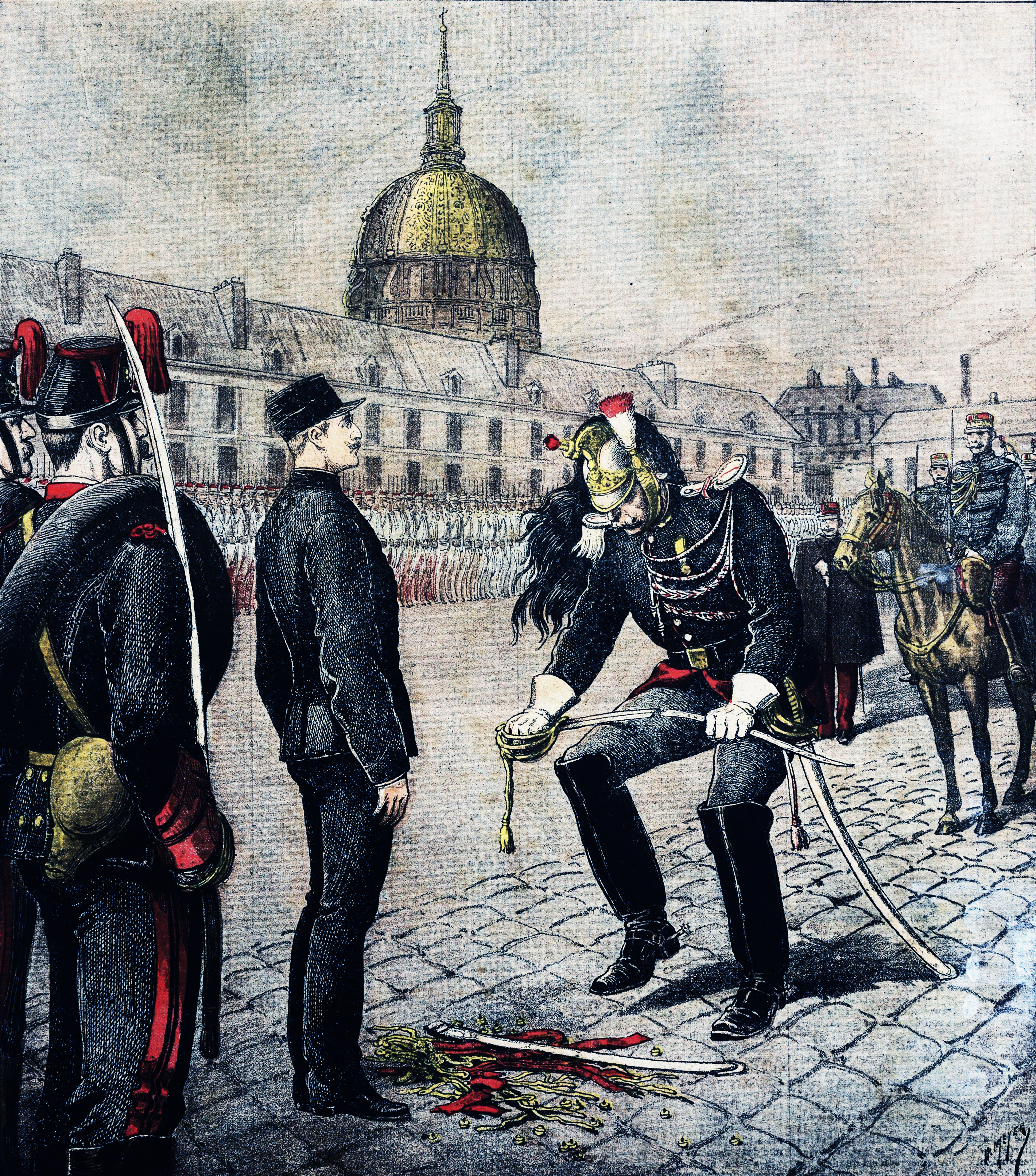
La degradazione di Alfred Dreyfus

Così spogliato e a capo scoperto il condannato veniva portato via per il proseguimento delle pene previste. Se i condannati erano più di uno, la cerimonia era unica, ma i singoli venivano indicati nominativamente dal comandante delle truppe. Se la degradazione era la pena accessoria della condanna a morte, al condannato veniva tolta la divisa militare, prima di condurlo sul luogo dell'esecuzione.

## Esempi famosi
Vittime famose della cerimonia della degradazione furono Alfred Dreyfus, Thomas Cochrane conte di Dundonald e Francis Mitchell.
Alfred Dreyfus fu sottoposto alla cerimonia della degradazione pubblica a Parigi nel Champ de Mars il 5 gennaio 1895. Condannato per tradimento, le accuse si rivelarono infondate e l'ufficiale venne riabilitato. L'episodio è noto come "Affare Dreyfus".
Francis Mitchell è stato l'ultimo membro della cavalleria inglese a subire una degradazione pubblica. Giudicato colpevole di aver preteso denaro in cambio della concessione delle licenze agli albergatori, nel 1621 venne condotto presso la Westminster Hall per essere degradato. Gli vennero tolti gli speroni, la cinta e la spada gli venne spezzata sulla testa. Seguì il trasferimento in prigione nella Torre di Londra.

## Nel mondo

### Italia
La degradazione è una delle pene militari accessorie, previste dai codici penali militari che rendono il condannato non compatibile con l'appartenere alle forze armate italiane.
Può essere uno degli esiti di un procedimento disciplinare di stato, cioè inerente allo stato giuridico dell'imputato. Il codice prevede anche un'altra pena, di gravità inferiore: la rimozione, con la quale il condannato viene retrocesso a soldato semplice, ma conserva il suo status militare.
La degradazione produce:
- l'incapacità assoluta a servire nelle forze armate sotto qualsiasi titolo. Spesso si accompagna con l'impossibilità di ricoprire qualsiasi pubblico impiego, definita anche interdizione dai pubblici uffici;
- La perdita delle decorazioni.

Nelle sentenze, la condanna alla degradazione si intende irrogata contestualmente alla pena principale e ne costituisce pena accessoria.
In passato, la degradazione comportava anche la perdita della pensione per i servizi prestati prima della condanna, come accadde all'ammiraglio Carlo Pellion di Persano sconfitto nella battaglia navale di Lissa nella terza guerra di indipendenza e che visse gli ultimi anni di vita in povertà alleviata solo da un sussidio che il re Vittorio Emanuele II gli assegnò a titolo personale e in forma riservata. Il moderno ordinamento giuridico, dopo il pronunciamento della Corte Costituzionale, non comprende più questa ulteriore sanzione accessoria, dichiarata incostituzionale.